# Hugo Almeida
Pour les articles homonymes, voir Almeida (homonymie).
Hugo Almeida, né le 23 mai 1984 à Figueira da Foz, est un footballeur puis entraîneur portugais. Il a joué au poste d'attaquant, il est actuellement adjoint à Sepahan SC.

## Biographie
Formé à Naval 1er mai, Hugo Almeida part en 2000 pour le FC Porto. Après deux années délicates au club, il est prêté à l'Uniao Leiria pour la saison 2002-2003. Il revient à Porto l'année suivante, mais est de nouveau prêté à Leiria pour une demi-saison. Il s'y impose, puis revient une nouvelle fois chez les Dragões. Cette fois-ci, il rejoint le club voisin, le Boavista Porto. Après une autre bonne moitié de saison, Hugo Almeida retourne au FC Porto. La saison suivante, il parvient à se faire une place dans le collectif Portuenses, avec « au compteur » 27 matches et 4 buts.
Mais le Portugais est encore prêté, et s'envole en Allemagne pour le Werder Brême. Bien que d'apparence lente, ce joueur sait se montrer très percutant et décisif face aux meilleures défenses du championnat allemand. Il y prend vite ses marques, et dispute un total de 28 rencontres (pour 5 réalisations). Son prêt est donc transformé en transfert pour 3,5 M€, ce qui permet à Almeida de se poser enfin dans un club, et de pouvoir prétendre à être à nouveau sélectionné en équipe du Portugal.
Il participe à la Coupe du monde 2010, dans laquelle il inscrit un but lors de l'écrasante victoire 7-0 du Portugal face à la Corée du Nord au premier tour.
Il s'est engagé lors du mercato hivernal 2010-2011, pour le Besiktas JK pour 12 millions d'euros, et a rejoint ainsi ses compatriotes Simão, Manuel Fernandes, Ricardo Quaresma ou encore l'Espagnol Guti. 
Il est alors sélectionné à nouveau en équipe du Portugal et marque un doublé contre le Luxembourg.
Le 16 janvier 2016, il effectue son retour en Bundesliga en s'engageant avec Hanovre 96.
Le 17 juillet 2018, il retourne au Portugal et s'engage pour une saison avec l'Académica de Coimbra, qui évolue en deuxième division portugaise en 2018.

## Carrière
| Période       | Club                | Pays      | Matchs | Buts |
| 2003-Jan 2004 | FC Porto            | Portugal  | 3      | 0    |
| Jan 2004-2004 | União Leiria (prêt) | Portugal  | 15     | 2    |
| 2004-Jan 2005 | FC Porto            | Portugal  | 3      | 0    |
| Jan 2005-2005 | Boavista (prêt)     | Portugal  | 14     | 3    |
| 2005-2006     | FC Porto            | Portugal  | 28     | 4    |
| 2006-2007     | Werder Brême        | Allemagne | 28     | 5    |
| 2007-2008     | Werder Brême        | Allemagne | 23     | 11   |
| 2008-2009     | Werder Brême        | Allemagne | 27     | 9    |
| 2009-2010     | Werder Brême        | Allemagne | 26     | 7    |
| 2010-2011     | Werder Brême        | Allemagne | 13     | 9    |
| 2010-2011     | Beşiktaş            | Turquie   | 12     | 4    |
| 2011-2012     | Beşiktaş            | Turquie   | 25     | 11   |
| 2012-2013     | Beşiktaş            | Turquie   | 19     | 9    |
| 2013-2014     | Beşiktaş            | Turquie   | 31     | 14   |

## Statistiques
- 57 sélections (19 buts) en équipe du Portugal[4]
- 7 buts en 30 matchs de C1
- 14 buts en 10 matchs de C3

## Palmarès
FC Porto
- Champion du Portugal en 2004 et 2006.
- Vainqueur de la Coupe du Portugal en 2006.

 Werder Brême
- Vainqueur de la Coupe d'Allemagne en 2009.
- Finaliste de la Coupe UEFA en 2009.

 Beşiktaş JK
- Vainqueur de la Coupe de Turquie en 2011.

 AEK Athènes FC
- Finaliste de la Coupe de Grèce en 2017
- Championnat de Grèce en 2018

## Records
- Le 22 septembre 2007, Hugo Almeida a réalisé le doublé le plus rapide de l'histoire de la Bundesliga. Contre le VfB Stuttgart, il a marqué deux buts aux 3e et 4e minutes, soit 50 secondes plus tard.
- Le 20 octobre 2007, il a inscrit le 2500e but du Werder Brême en première division.